# Nederland op het Eurovisiesongfestival 1957
Nederland deed mee aan het Eurovisiesongfestival 1957, waar Corry Brokken het liedje Net als toen  zong.

## Nationaal Songfestival 1957
In tegenstelling tot in 1956 mocht Nederland in 1957 één liedje inzenden voor het Eurovisiesongfestival. In totaal namen vier artiesten deel aan de nationale finale, waarin iedere artiest twee liedjes zong. De NTS, de Nederlandse openbare omroep, koos Corry Brokken via het Nationaal Songfestival uit om Nederland te vertegenwoordigen met het liedje Net als toen.

## In Frankfurt
Het Eurovisiesongfestival van 1957 werd gehouden op 3 maart in Frankfurt am Main. Corry Brokken was als zesde aan de beurt en kreeg 31 punten, genoeg om het songfestival te winnen. Het was de eerste keer dat Nederland het songfestival won.
België · Denemarken · Duitsland · Frankrijk · Italië · Luxemburg · Nederland · Oostenrijk · Verenigd Koninkrijk · Zwitserland
1956 · 1957 · 1958 · 1959 · 1960 · 1961 · 1962 · 1963 · 1964 · 1965 · 1966 · 1967 · 1968 · 1969 · 1970 · 1971 · 1972 · 1973 · 1974 · 1975 · 1976 · 1977 · 1978 · 1979 · 1980 · 1981 · 1982 · 1983 · 1984 · 1985 · 1986 · 1987 · 1988 · 1989 · 1990 · 1991 · 1992 · 1993 · 1994 · 1995 · 1996 · 1997 · 1998 · 1999 · 2000 · 2001 · 2002 · 2003 · 2004 · 2005 · 2006 · 2007 · 2008 · 2009 · 2010 · 2011 · 2012 · 2013 · 2014 · 2015 · 2016 · 2017 · 2018 · 2019 · 2020 · 2021 · 2022 · 2023 · 2024 · 2025